# Encephalartos humilis
Encephalartos humilis är en kärlväxtart som beskrevs av Inez Clare Verdoorn. Encephalartos humilis ingår i släktet Encephalartos och familjen Zamiaceae. IUCN kategoriserar arten globalt som sårbar. Inga underarter finns listade i Catalogue of Life.